# Sojuz MS-03
Sojuz MS-03 – misja statku Sojuz do Międzynarodowej Stacji Kosmicznej, która dostarczyła na stację członków jej 50. i 51. stałej załogi. Był to 132. lot kapsuły załogowej z serii Sojuz i trzeci lot wersji Sojuz MS, trwał prawie 197 dni.
Podczas tego lotu Amerykanka Peggy Whitson pobiła swój własny rekord łącznego czasu pobytu w kosmosie kobiety, wynoszący przed startem niecałe 377 dni (ekspedycja piąta oraz szesnasta na Międzynarodową Stację Kosmiczną).

## Załoga

### Podstawowa
- Oleg Nowicki (2) – dowódca (Rosja, Roskosmos)
- Thomas Pesquet (1) – inżynier pokładowy (Francja, ESA)
- Peggy Whitson (3) – inżynier pokładowy (USA, NASA)

### Rezerwowa
- Fiodor Jurczichin (5) – dowódca (Rosja, Roskosmos)
- Jack Fisher (1) – inżynier pokładowy (USA, NASA)
- Paolo Nespoli (3) – inżynier pokładowy (Włochy, ESA)

## Przebieg misji
Rakieta nośna Sojuz-FG wystartowała z kosmodromu Bajkonur 17 listopada 2016 o 20:20:13 UTC. Po dwóch dniach na orbicie, 19 listopada statek Sojuz zacumował o 21:58 UTC do Międzynarodowej Stacji Kosmicznej do portu cumowniczego w module Rasswiet. Otwarcie włazu nastąpiło 20 listopada o 00:35 UTC. 
2 czerwca 2017 roku o 10:50 UTC statek odłączył się od ISS. O 14:10:38 UTC kapsuła powrotna z dwoma członkami załogi (Oleg Nowicki, Thomas Pesquet) wylądowała w Kazachstanie. Peggy Whitson pozostała na stacji kosmicznej na kolejną zmianę (ekspedycję 52.) w związku z redukcją liczby rosyjskich lotów i kosmonautów na ISS oraz odstąpieniem miejsca przez Roskosmos. O tej ostatniej zmianie zadecydowano dopiero w kwietniu.
W trakcie pobytu tej załogi na MSK wykonano sześć spacerów kosmicznych.

## Galeria

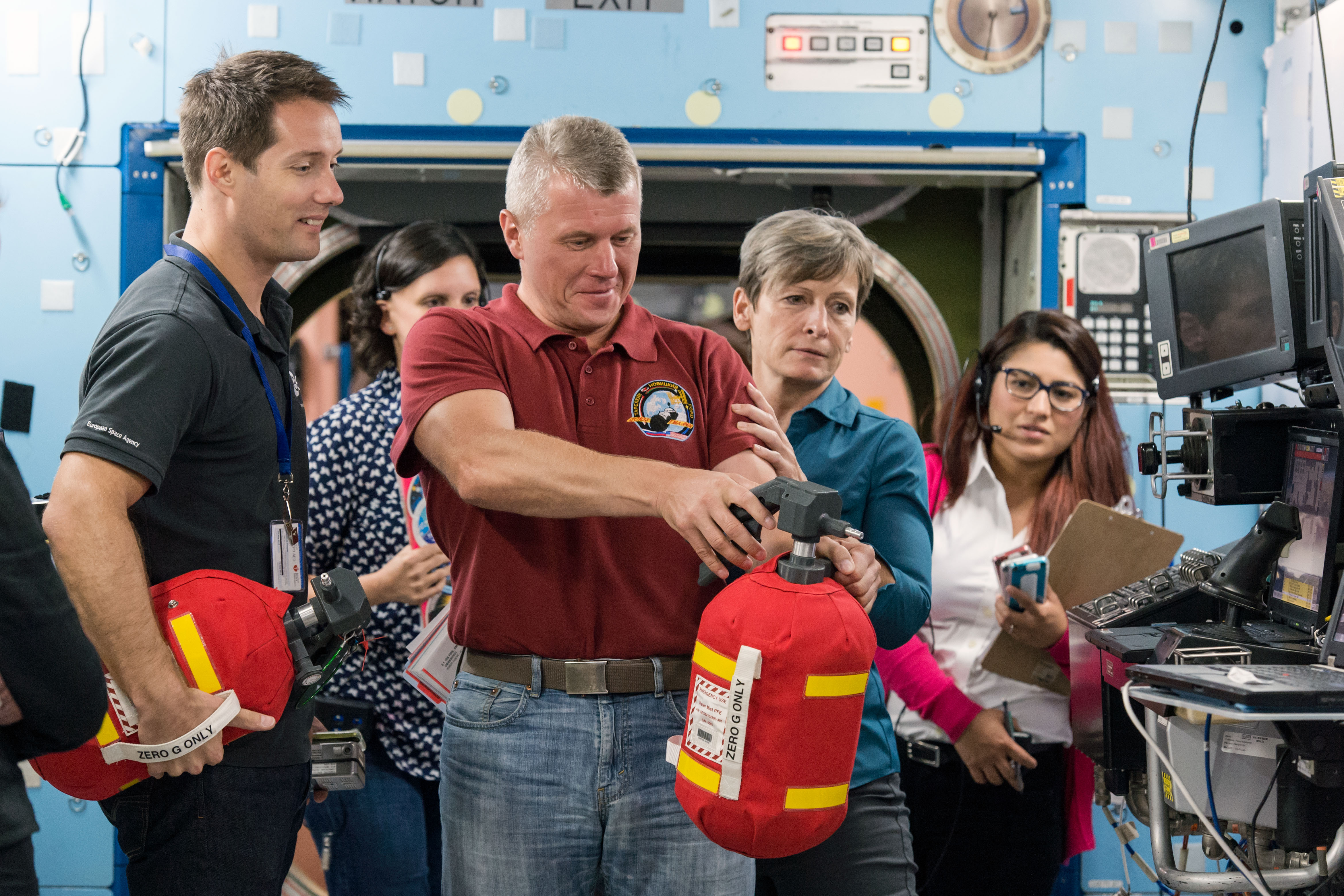
Podczas przygotowań do lotu (wrzesień 2015)
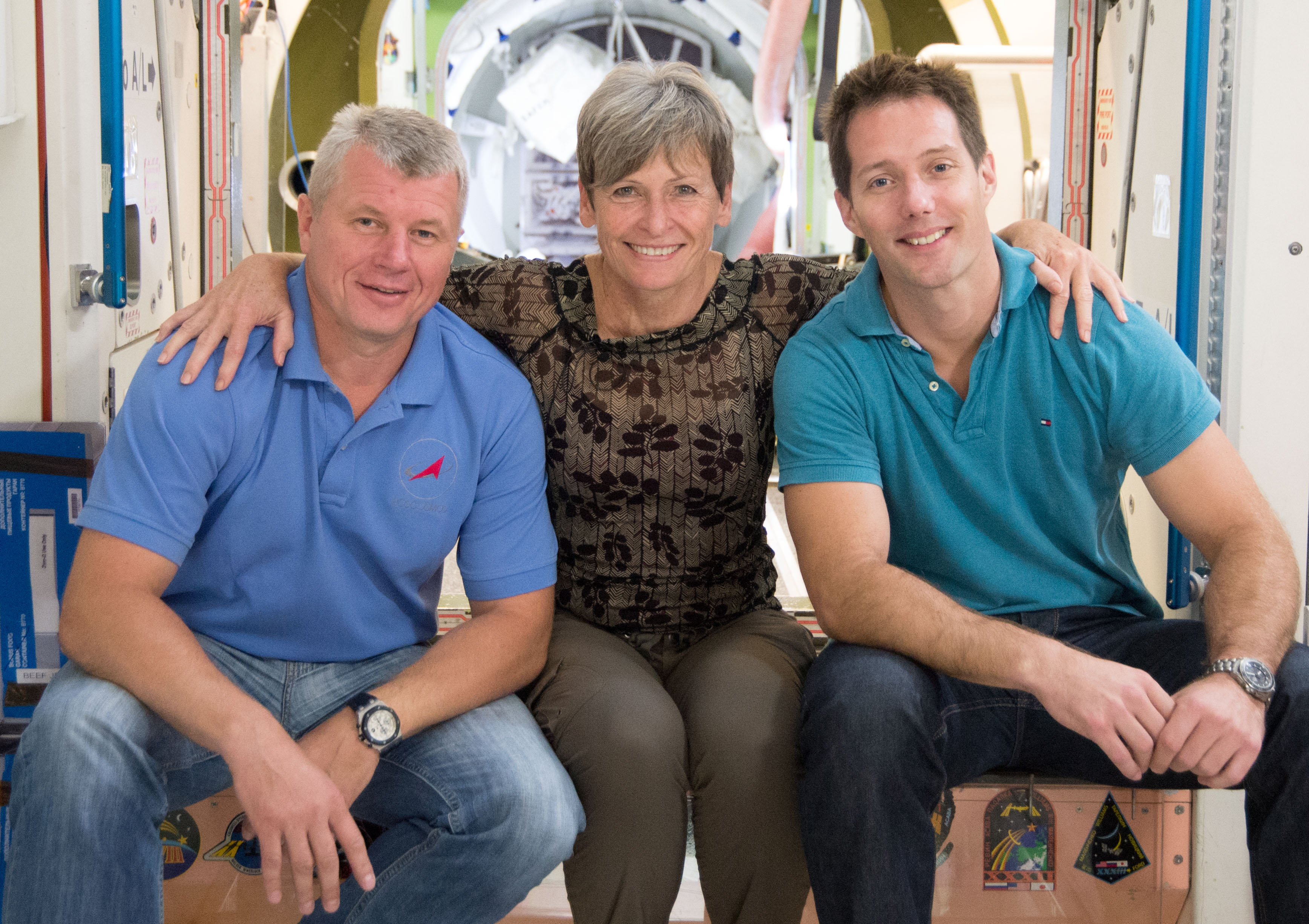
Podczas przygotowań do lotu (wrzesień 2015)
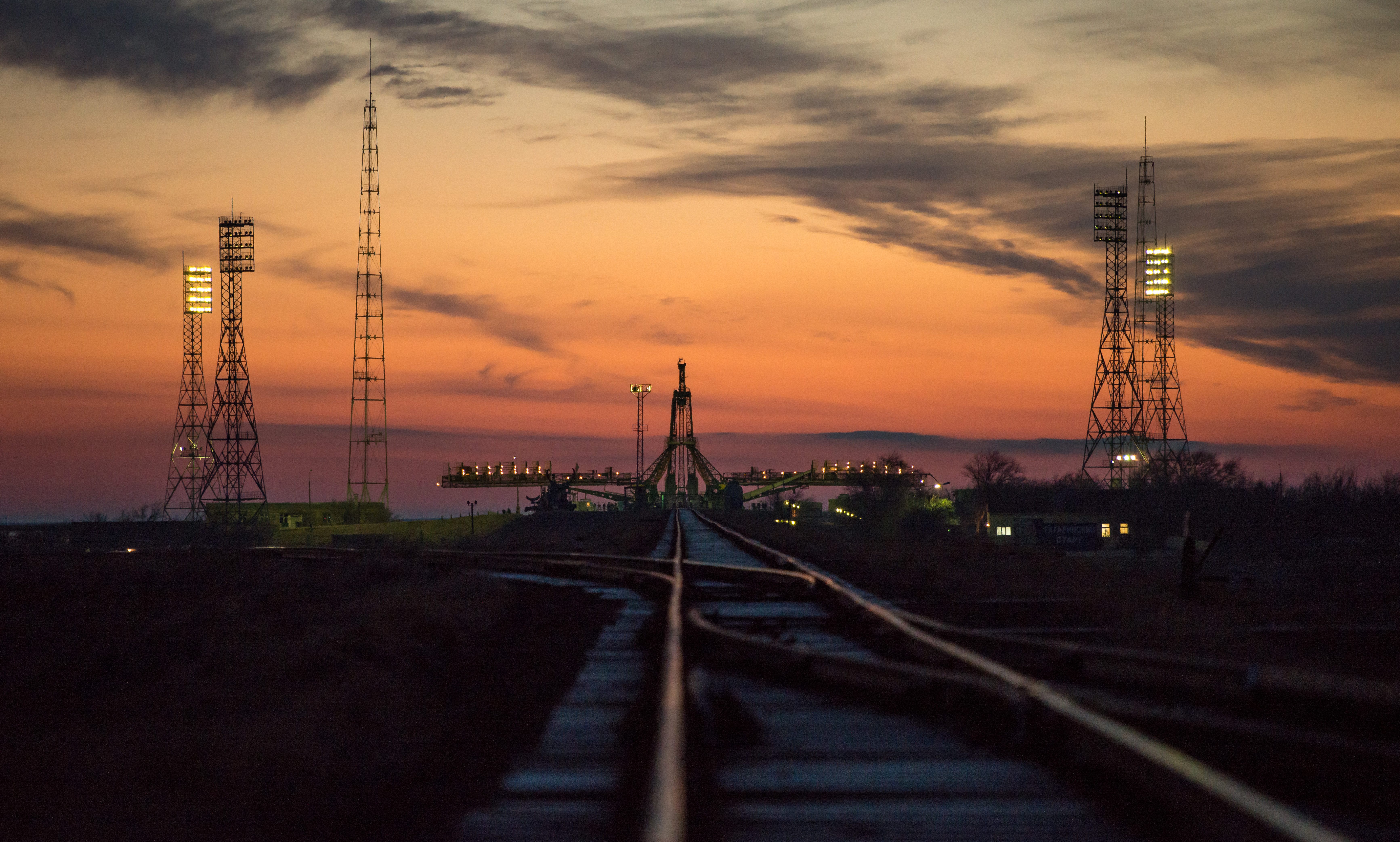
W drodze na wyrzutnię (14.11.2016)
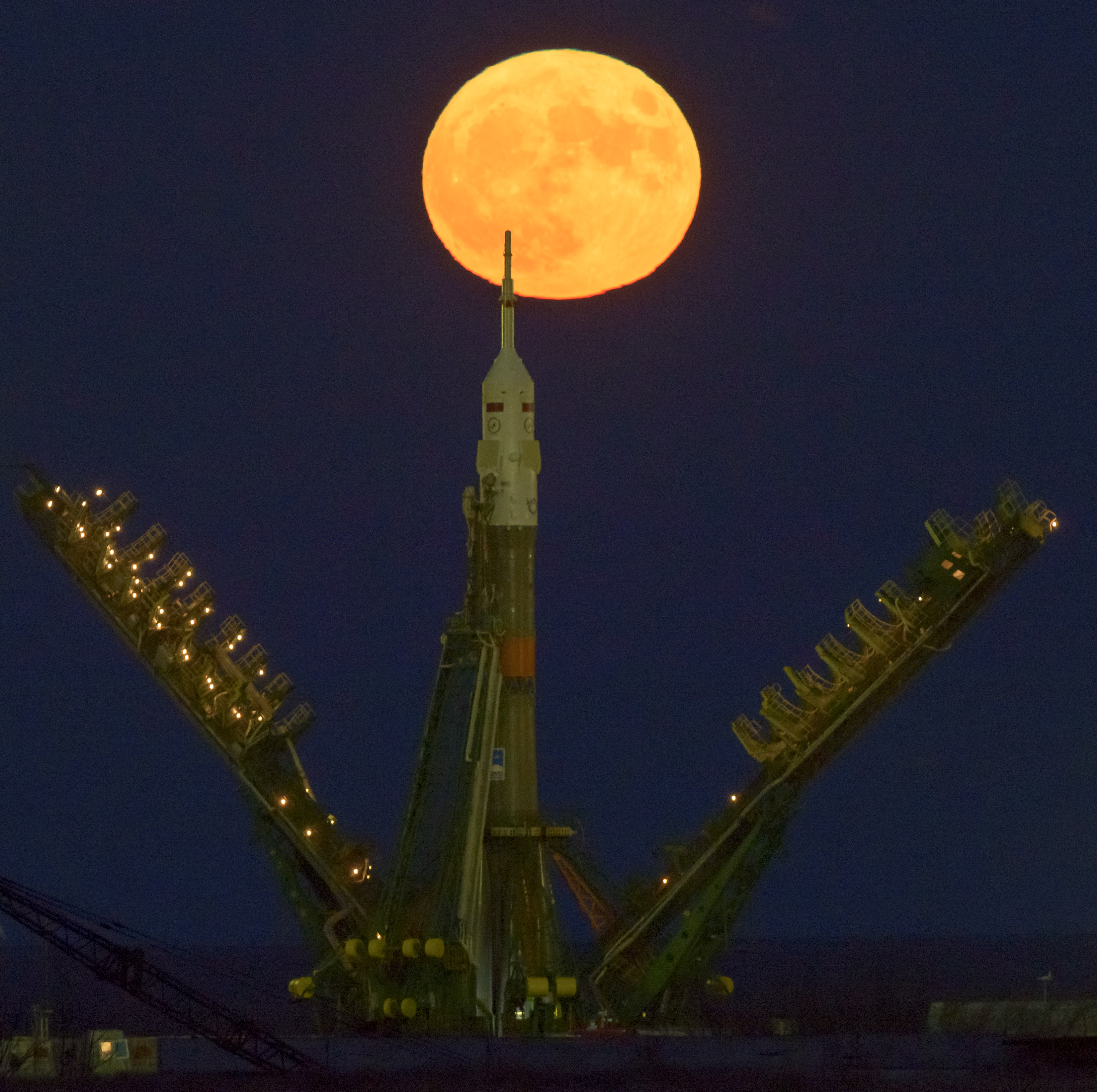
Na wyrzutni, w tle superksiężyc (14.11.2016)
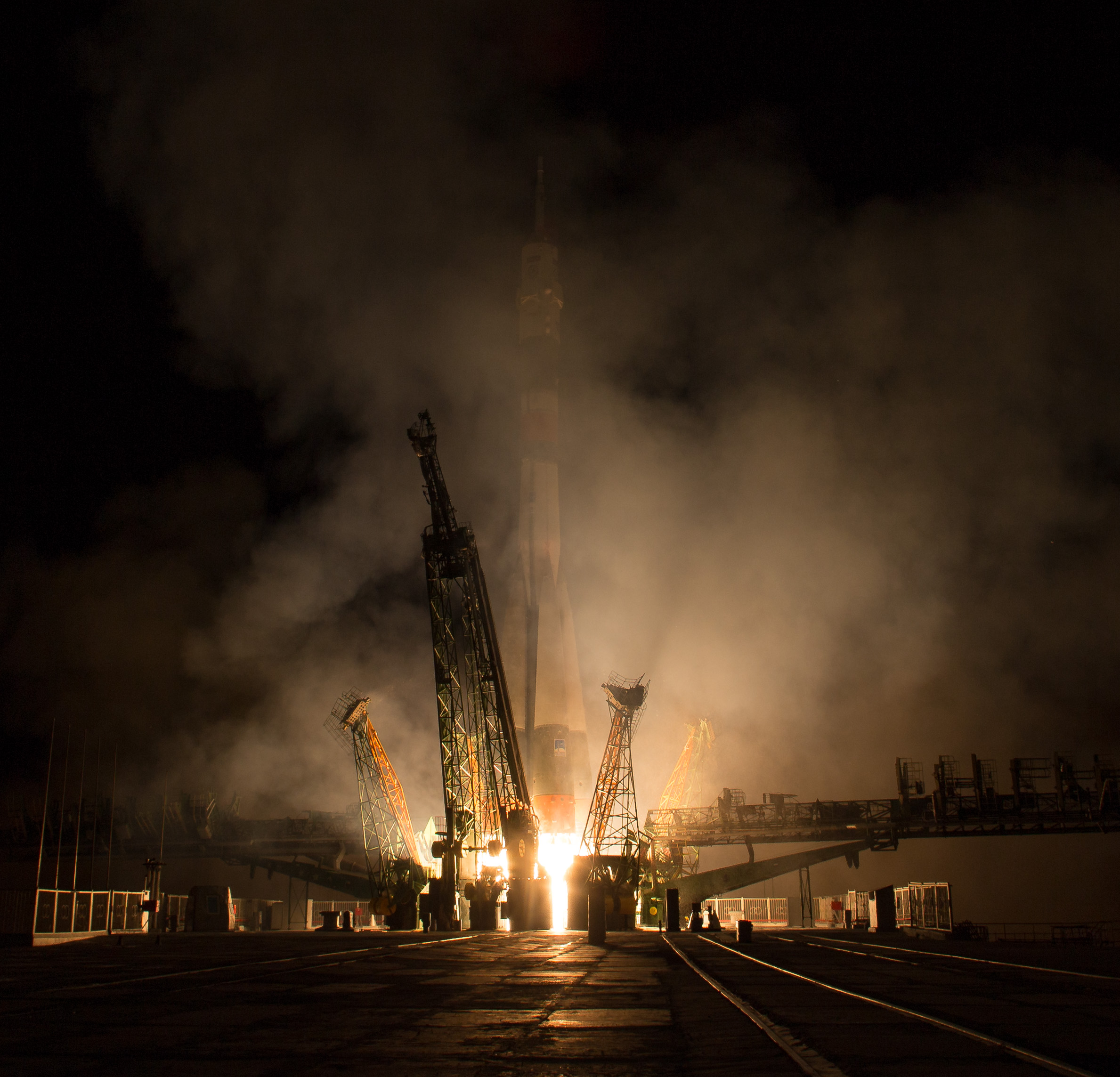
Start (18.11.2016)
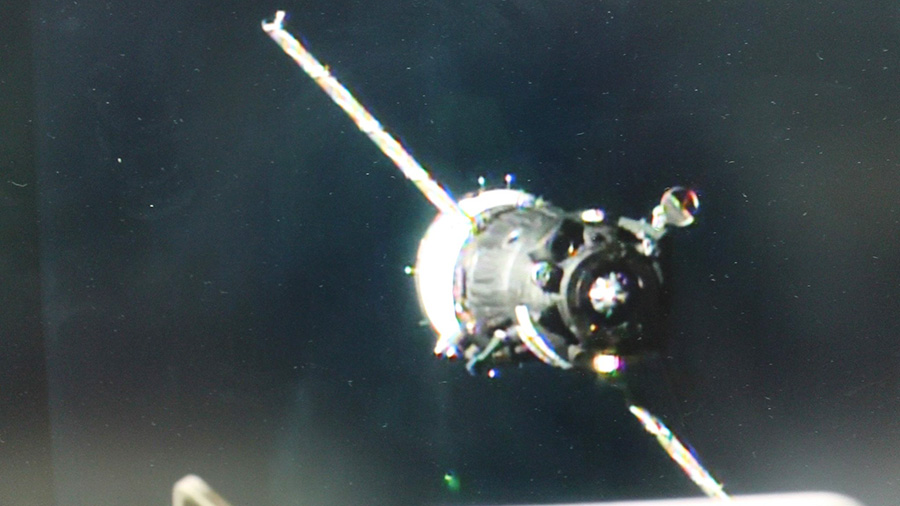
Przed połączeniem z ISS (19.11.2016)